# Hokkekō
Als Hokkekō (jap. 法華講) bzw. Hokkekō Rengōkai wird die Gemeinschaft der Laiengläubigen der Nichiren-Shōshū bezeichnet. Der Terminus Hokke bezieht sich hierbei auf das Lotos-Sutra (Hokke-kyō oder Myōhōrenge-kyō), mit dem Zusatz kō bedeutet Hokkekō übersetzt etwa „Laiengruppe der Lotos-Schule“.
Diese Bezeichnung führt die Nichiren-Shōshū auf den Terminus Hokkekōshū (法華講衆) zurück, mit dem Nichiren selbst seine Laienanhänger bezeichnet haben soll.
Die Hokkekō-Gemeinschaften sind meist einem lokalen Tempel der Nichiren-Shōshū (innerhalb als auch außerhalb Japans) zugeordnet. Die einzelnen Gruppen sind miteinander eher lose verbunden, wobei die Hokkekō Rengōkai als eine Art Dachverband aller Laiengläubigen dieser Schule des Nichiren-Buddhismus anzusehen ist und ihren Hauptsitz am Taiseki-ji, dem Haupttempel der Nichiren-Shōshū, hat.
Die Hokkekō Rengōkai wurde im Jahre 1962 gegründet und nachdem die bis dahin größte Laiengruppe der Nichiren-Shōshū, die Sōka Gakkai, in den Jahren 1991 bzw. 1997 ihren Status als eine der Laienorganisationen der Nichiren-Shōshū verlor, verbuchte die Hokkekō Rengōkai in den 1990er Jahren ihrerseits einen Mitgliederzuwachs.